# Armageddon Flower
Armageddon Flower ist ein Musikalbum von Ivo Perelman und dem Matthew Shipp String Trio. Die am 10. September 2024 in den Park West Studios, Brooklyn, entstandenen Aufnahmen erschienen am 20. Juni 2025 auf Whit Dickeys Label TAO Forms.

## Hintergrund
Seit 1996 haben Perelman und Shipp zahlreiche Alben gemeinsam in Duo- und Kleingruppen-Settings aufgenommen, zuletzt Magical Incantation (2024). Außerdem luden sie zahlreiche Gäste zu Trio- und Quartett-Sessions ins Studio ein. Auf Armageddon Flower versammelte Ivo Perelman eine Gruppe von Improvisatoren, die aus zwei bereits bestehenden musikalischen Beziehungen stammen: sein langjähriges Duo mit dem Pianisten Matthew Shipp und dessen Stringtrio mit dem Bratschisten Mat Maneri und dem Bassisten William Parker. Letzteres Ensemble hat mehrere Aufnahmen veröffentlicht, darunter Symbolic Reality (RogueArt, 2019).

## Titelliste
- Ivo Perelman & Matthew Shipp String Trio: Armageddon Flower (TAO Forms – TAO 18)[1]

1. Pillar of Light 16:06
2. Tree of Life 21:00
3. Armageddon Flower 11:26
4. Restoration 16:11

Die Kompositionen stammen von Ivo Perelman und Matthew Shipp.

## Rezeption
Nach Ansicht von Mark Corroto, der das Album in All About Jazz rezensierte, wirke die Zusammenführung der beiden Formationen zu einem Quartett  weniger wie ein formales Arrangement, sondern eher wie eine natürliche Konvergenz – etwas Schicksalhaftes, Unvermeidliches. Über das gesamte Album hinweg würde dem Quartett etwas Seltenes gelingen: Es balanciere Abstraktion mit emotionaler Direktheit. Die Musik schmeichle nie, vereinfache nie – sie kommuniziere stets. Sie pulsiere mit einer Art gemeinsamer Intuition, als griffen die Musiker auf etwas zurück, das älter sei als Genre oder Ausbildung, vielleicht sogar älter als die Musik selbst. Armageddon Flower sei ein Klanggemälde, das sich in Echtzeit entwickle, eine Meditation über Spontaneität, Einheit und Ausdruck.
Armageddon Flower klingt wie „eine Suche nach der Wahrheit, eine tiefe Suche nach Rama oder dem Heiligen Geist, nach den komplexen Zusammenhängen der Stringtheorie oder nach jedem anderen Konzept, das die Existenz des Universums zu erklären versucht“, schrieb Dan McClenaghan (All About Jazz). Es sei kammermusikalischer Jazz, mal dissonant, mal nachdenklich im Stil des Avantgarde-Jazz, mit Methode in seinem zurückhaltenden und fokussierten Wahnsinn. Dies sei ein Quartett mit gleichberechtigtem Input, auch wenn die Tiraden des Bandleaders prägnant in diesem vierköpfigen Instrumentalmischmasch seien. Das Chaos scheine nahe, doch der bemerkenswerte Zusammenhalt der Gruppe halte es zurück.
Ihre Musik sei schon immer eine faszinierende, spannungsgeladene Variante des sogenannten „Kammerjazz“ gewesen, die den melodischen und harmonischen Reichtum der Kammermusik mit dem Entdeckergeist des Avantgarde-Jazz verbinde, meinte Phil Freeman (Ugly Beauty/Stereogum). Dieses Album mit vier langen Stücken verbinde den ohnehin starken kollektiven Sound des Stringtrios mit Perelmans Fähigkeit, Schönheit aus dem Nichts zu erschaffen – und das Ergebnis sei schlichtweg großartig.
Eine der häufigsten Ursachen widersprüchlicher Gefühle, mit denen viele von uns konfrontiert sind, ist der Versuch, in einer Zeit, in der die Welt aus den Fugen zu geraten scheint, persönliche Erfüllung und Lebensfreude zu finden, schrieb Dave Sumner (Bandcamp). Der Autor ist sich nicht sicher, ob irgendein Album diesen Balanceakt besser verkörpert als dieses des Matthew Shipp String Trios. Zusammen mit dem langjährigen Shipp-Kollaborateur und Tenorsaxophonisten Ivo Perelman würde das Trio aus Pianist Shipp, Bratschist Mat Maneri und Bassist William Parker zwischen Zwischenspielen extremer Unbeständigkeit und unsteter Gelassenheit wechseln.
Das Album gelangte auf Position 10 der Halbjahresliste (1/2025) des Francis Davis Jazz Critics Poll.